# Чалманарат
Чалманара́т (тат. Чалманарат) — село в Актанышском районе Республики Татарстан Российской Федерации. Административный центр Чалманаратского сельского поселения.

## География
Село расположено в Восточном Закамье на реке Шабиз, в 16 км к северо-западу от районного центра, села Актаныш.

## История
Известно с 1765 года.
До 1860-х годов жители относились к сословиям башкир-вотчинников (Булярской тюбы Булярской волости, с 1866 года Семиостровской волости), башкир-припущенников.  
В 1795 году в селе в 13 домах были учтены 84 башкира-вотчинника, в 6 дворах — 36 башкир-припущенников и в 3 домах — 9 тептярей.
Во время Кантонной системы управления в Башкортостане, деревня входила в состав VI юрты XI башкирского кантона. В 1834 году были учтены 475 башкир-вотчинников Булярской и Енейской волостей.
В 1912—1913 годах были учтены 409 башкир-вотчинников и 132 башкира-припущенника.
По сведениям 1870 года, в селении были 4 ветряные мельницы и 18 лавок, действовали мечеть и училище, по средам проходили базары.

## Население
Численность населения по годам.
Источник.
| 1795 | 1834 | 1859 | 1884 | 1906 | 1913 | 1920 | 1926 | 1938 | 1949 | 1958 | 1970 | 1979 | 1989 | 2002 | 2010 | 2015 |
| ---- | ---- | ---- | ---- | ---- | ---- | ---- | ---- | ---- | ---- | ---- | ---- | ---- | ---- | ---- | ---- | ---- |
| 150  | 471  | 686  | 781  | 669  | 545  | 592  | 535  | 374  | 229  | 367  | 400  | 350  | 309  | 324  | 305  | 312  |

Национальный состав
Согласно результатам переписи 2002 года, в национальной структуре населения села татары составляли 96%.

## Известные люди
- Абдрашит Абсалямов сын Айтуганов — участник кампании против Франции 1807 года и Отечественной войны 1812 года (в составе XIX башкирского полка)[5].

### Комментарии
1. ↑  Расстояние измерено с помощью инструментария Яндекс.Карты